# Rhytiphora intertincta
Rhytiphora intertincta là một loài bọ cánh cứng trong họ Cerambycidae.